# Dubnik
Dubnik – część wsi Sobibór w Polsce, położona w województwie lubelskim, w powiecie włodawskim, w gminie Włodawa. Leży przy trasie drogi wojewódzkiej nr 816.
Do końca 2009 r. samodzielna wieś.
W latach 1975–1998 Dubnik administracyjnie należał do województwa chełmskiego.
Wierni Kościoła rzymskokatolickiego należą do parafii św. Jana Jałmużnika w Orchówku.